# Sylvain Gbohouo
Sylvain Gbohouo (Bonoua, 29 oktober 1988) is een Ivoriaans voetballer die als doelman speelt.

## Clubcarrière
Hij begon bij Sélaf de Treichville en kwam vervolgens kort uit voor ASEC Mimosas en anderhalf jaar voor Lagoké FC. Gbohouo speelt sinds 2009 voor Séwé Sports waar hij in 2012 Badra Ali Sangaré opvolgde als eerste doelman. Met zijn club won hij in 2012, 2013 en 2014 de Première Division en in het seizoen 2012/13 werd hij uitgeroepen tot beste doelman van de competitie. In 2015 ging hij naar TP Mazembe uit Congo-Kinshasa waarmee hij in 2016 de CAF Champions League, de CAF Confederation Cup, en de CAF Supercup won en landskampioen werd.

## Interlandcarrière
Sinds maart 2013 is Gbohouo reservedoelman bij het Ivoriaans voetbalelftal. Hij werd opgenomen in de definitieve selectie voor het wereldkampioenschap voetbal 2014 en het gewonnen Afrikaans kampioenschap voetbal 2015. Hij neemt ook deel aan het Afrikaans kampioenschap voetbal 2017.